# Browningia microsperma
Browningia microsperma ist eine Pflanzenart aus der Gattung Browningia in der Familie der Kakteengewächse (Cactaceae).  Das Artepitheton microsperma leitet sich von den griechischen Worten mikros für ‚klein‘ sowie sperma für ‚Samen‘ ab.

## Beschreibung
Browningia microsperma wächst baumförmig, erreicht Wuchshöhen von 4 bis 7 Meter und bildet einen Stamm von bis zu 30 Zentimeter aus. Die nichtsegmentierten graugrünen Triebe sind verzweigt. Es sind 12 bis 20 gerundete Rippen vorhanden. Die 30 oder mehr abwärts gerichteten Dornen sind gelblich oder rötlich braun und bis zu 1,2 Zentimeter lang.
Die weißen Blüten erreichen eine Länge von bis zu 6 Zentimeter und ebensolche Durchmesser. Die grünen Früchte weisen Durchmesser von 5 bis 6 Zentimeter auf.

## Verbreitung, Systematik und Gefährdung
Browningia microsperma ist in der peruanischen Region Pasco verbreitet.
Die Erstbeschreibung als Cereus microspermus erfolgte 1931 durch Erich Werdermann und Curt Backeberg. William Taylor Marshall stellte die Art 1946 in die Gattung Browningia. Weitere nomenklatorische Synonyme sind Trichocereus microspermus (Werderm. & Backeb.) Borg (1937), Gymnanthocereus microspermus (Werderm. & Backeb.) Backeb. (1938) und Gymnocereus microspermus (Werderm. & Backeb.) Backeb. (1959).
In der Roten Liste gefährdeter Arten der IUCN wird die Art als „Least Concern (LC)“, d. h. als nicht gefährdet geführt.

## Nachweise